# Sindaci di Heidelberg
Di seguito l'elenco cronologico dei sindaci di Heidelberg e delle altre figure apicali equivalenti che si sono succedute nel corso della storia.

## Repubblica di Weimar (1918-1933)
| Sindaci (Oberbürgermeister) (1918-1933) | Sindaci (Oberbürgermeister) (1918-1933) | Sindaci (Oberbürgermeister) (1918-1933)           | Sindaci (Oberbürgermeister) (1918-1933) | Sindaci (Oberbürgermeister) (1918-1933) |
| Nominativo                              | Partito                                 | Partito                                           | Mandato                                 | Mandato                                 |
| Nominativo                              | Partito                                 | Partito                                           | Inizio                                  | Fine                                    |
| --------------------------------------- | --------------------------------------- | ------------------------------------------------- | --------------------------------------- | --------------------------------------- |
| Ernst Walz                              | ?                                       | ?                                                 | 1918                                    | 1928                                    |
| Carl Neinhaus                           |                                         | Partito Nazionalsocialista Tedesco dei Lavoratori | 1928                                    | 1933                                    |

## Germania nazista (1933-1945)
| Sindaci (Oberbürgermeister) nominati dal governo (1933-1945) | Sindaci (Oberbürgermeister) nominati dal governo (1933-1945) | Sindaci (Oberbürgermeister) nominati dal governo (1933-1945) | Sindaci (Oberbürgermeister) nominati dal governo (1933-1945) | Sindaci (Oberbürgermeister) nominati dal governo (1933-1945) |
| Nominativo                                                   | Partito                                                      | Partito                                                      | Mandato                                                      | Mandato                                                      |
| Nominativo                                                   | Partito                                                      | Partito                                                      | Inizio                                                       | Fine                                                         |
| ------------------------------------------------------------ | ------------------------------------------------------------ | ------------------------------------------------------------ | ------------------------------------------------------------ | ------------------------------------------------------------ |
| Carl Neinhaus                                                |                                                              | Partito Nazionalsocialista Tedesco dei Lavoratori            | 1933                                                         | 1945                                                         |

## Repubblica Federale di Germania (dal 1945)
| Sindaci (Oberbürgermeister) nominati dalle forze di occupazione alleate (1945) | Sindaci (Oberbürgermeister) nominati dalle forze di occupazione alleate (1945) | Sindaci (Oberbürgermeister) nominati dalle forze di occupazione alleate (1945) | Sindaci (Oberbürgermeister) nominati dalle forze di occupazione alleate (1945) | Sindaci (Oberbürgermeister) nominati dalle forze di occupazione alleate (1945) | Sindaci (Oberbürgermeister) nominati dalle forze di occupazione alleate (1945) | Sindaci (Oberbürgermeister) nominati dalle forze di occupazione alleate (1945) |
| Nominativo                                                                     | Partito                                                                        | Partito                                                                        | Mandato                                                                        | Mandato                                                                        | Elezione                                                                       |                                                                                |
| Nominativo                                                                     | Partito                                                                        | Partito                                                                        | Inizio                                                                         | Fine                                                                           | Elezione                                                                       |                                                                                |
| ------------------------------------------------------------------------------ | ------------------------------------------------------------------------------ | ------------------------------------------------------------------------------ | ------------------------------------------------------------------------------ | ------------------------------------------------------------------------------ | ------------------------------------------------------------------------------ | ------------------------------------------------------------------------------ |
| Friedrich Josef Amberger                                                       | ?                                                                              | ?                                                                              | 1945                                                                           | 1945                                                                           | –                                                                              |                                                                                |
| Sindaci (Oberbürgermeister) (1945-1958)                                        |                                                                                |                                                                                |                                                                                |                                                                                |                                                                                |                                                                                |
| Nominativo                                                                     | Partito                                                                        | Partito                                                                        | Mandato                                                                        | Mandato                                                                        | Elezione                                                                       |                                                                                |
| Nominativo                                                                     | Partito                                                                        | Partito                                                                        | Inizio                                                                         | Fine                                                                           | Elezione                                                                       |                                                                                |
| Ernst Walz                                                                     | ?                                                                              | ?                                                                              | 1945                                                                           | 1946                                                                           | –                                                                              |                                                                                |
| Hugo Swart                                                                     | ?                                                                              | ?                                                                              | 1946                                                                           | 1952                                                                           | –                                                                              |                                                                                |
| Carl Neinhaus                                                                  |                                                                                | Unione Cristiano-Democratica di Germania                                       | 1952                                                                           | 1958                                                                           | –                                                                              |                                                                                |
| Sindaci (Oberbürgermeister) eletti direttamente dai cittadini (dal 1958)       |                                                                                |                                                                                |                                                                                |                                                                                |                                                                                |                                                                                |
| Nominativo                                                                     | Partito                                                                        | Partito                                                                        | Mandato                                                                        | Mandato                                                                        | Elezione                                                                       |                                                                                |
| Nominativo                                                                     | Partito                                                                        | Partito                                                                        | Inizio                                                                         | Fine                                                                           | Elezione                                                                       |                                                                                |
| Robert Weber                                                                   |                                                                                | Partito Socialdemocratico di Germania                                          | 1958                                                                           | 1966                                                                           | Elezione 1958                                                                  |                                                                                |
| Reinhold Zundel                                                                |                                                                                | Partito Socialdemocratico di Germania                                          | 14 settembre 1968                                                              | 30 giugno 1990                                                                 | Elezione 1966                                                                  |                                                                                |
| Reinhold Zundel                                                                | Elezione 1976                                                                  | Partito Socialdemocratico di Germania                                          | 14 settembre 1968                                                              | 30 giugno 1990                                                                 |                                                                                |                                                                                |
| Reinhold Zundel                                                                | Elezione 1984                                                                  | Partito Socialdemocratico di Germania                                          | 14 settembre 1968                                                              | 30 giugno 1990                                                                 |                                                                                |                                                                                |
| Beate Weber-Schuerholz                                                         |                                                                                | Partito Socialdemocratico di Germania                                          | 1990                                                                           | 2006                                                                           | Elezione 1990                                                                  |                                                                                |
| Beate Weber-Schuerholz                                                         | Elezione 1998                                                                  | Partito Socialdemocratico di Germania                                          | 1990                                                                           | 2006                                                                           |                                                                                |                                                                                |
| Eckart Würzner                                                                 |                                                                                | Indipendente                                                                   | 14 dicembre 2006                                                               | in carica                                                                      | Elezione 2006                                                                  |                                                                                |
| Eckart Würzner                                                                 | Elezione 2014                                                                  | Indipendente                                                                   | 14 dicembre 2006                                                               | in carica                                                                      |                                                                                |                                                                                |